# Партола Яна Вікторівна
Партола Яна Вікторівна (нар. 19 травня 1973, Харків) — українська театрознавиця, театральний педагог. Кандидат мистецтвознавства (2003), доцент (2012). Декан театрального факультету Харківського національного університету мистецтв ім. Івана Котляревського. Лауреат обласної гранд-премії імені Леся Курбаса в галузі театрального мистецтва (2015).

## Життєпис
Народилась 19 травня 1973 року у Харкові. У 1995 закінчила Харківський державний інститут мистецтв за спеціальністю «театрознавство» (майстерня Анатолія Горбенка, Ніни Логвинової, Н. В. Сафронової). У 2000 році закінчила аспірантуру в Харківській державній академії культури. Захистила кандидатську дисертацію «Г. М. Хоткевич і українська театральна культура кінця XIX — початку XX століття» (наук. керівник — проф. Ростислав Пилипчук) у 2003 році.
Упродовж 1992—1995 років працювала бібліотекарем театрального відділу Харківської міської спеціалізованої музично-театральної бібліотеки ім. К. С. Станіславського. Авторка і ведуча телевізійних програм на Харківському обласному телебаченні (1995—1997). Працювала бібліотекарем у Харківському українському драматичному театрі імені Тараса Шевченка, згодом — завідувачкою музею театру (1995—1997, 2000—2002).
Від 2000 року обіймала посаду викладача, у 2004—2009 роках — старшого викладача кафедри мистецтвознавства ХДАК.
У 2009—2014 роках — доцент кафедри теорії і історії мистецтв Харківської державної академії дизайну та мистецтв.
Від 2008 року працювала в ХНУМ, спочатку за сумісництвом, згодом — на постійній основі як доцент кафедри театрознавства (від 2014). Від 2016 — декан театрального факультету. Викладає дисципліни «Історія театру Західної Європи та США», «Семінар з театр. критики», «Сучасні напрямки світового театрального мистецтва», «Основи театрально-декораційного мистецтва», «Науково-дослідницька майстерність», «Методологія історичного і теоретичного театрознавства».
Мисткиня була координатором Мистецтвознавчих читань «Драма. Вистава. Глядач», присвячених пам'яті д-ра мистецтвознавства, професора Валерія Айзенштадта (від 2002). Постійно бере участь в організації наукових конференцій, мистецьких заходів, творчих вечорів, круглих столів та лекцій. Учасниця регіональних, всеукраїнських та міжнародних науково-методичних і науково-теоретичних конференцій. Член журі міжнародних, всеукраїнських, регіональних театральних фестивалів. Член експертної ради фестивалю недержавних театрів «Курбалесія». Координатор, куратор, модератор театрально-освітніх програм та мистецьких проектів.
Експертка Всеукраїнського театрального фестивалю-премії «Гра» (2018, 2019); експертка Всеукраїнського фестивалю недержавних театрів «Відкрита сцена» 2018); Експерт Українського культурного фонду (2020, 2021).

## Основні праці
- Партола Я. В. Робітничий театр Г. Хоткевича і харківський Народний дім (за матеріалами харківського архіву) / Я. В. Партола // Культура України. — Харків: ХДАК, 1999. Вип. 5. С. 9-15.
- Партола Я. В. Модель «народного театру» Гната Хоткевича // Народна творчість та етнографія. 2001. № 3. С. 84-92.
- Партола Я. В. Театральні обрії Юрія Шевельова // Вісник ХНУ імені В. Н. Каразіна. Харків, 2009. № 854. Серія Філологія. Вип 57. С. 23-39.
- Партола Я. В. Концепція історії театру Гната Хоткевича // Вісник Харківської державної академії дизайну і мистецтв. 2010. № 7. С. 253—258.
- Партола Я. Авангардний театр і глядач: рух назустріч чи лінії, що не перетинаються // Лесь Курбас в контексті світової та вітчизняної культури: матеріали міжнар. наук. конф. : до 120-річчя від дня народження Лесі Курбаса, 14-15 берез. 2012 р. Харків, 2012. С. 117—122.
- Партола Я. В. Інтерпретації «Назара Стодолі» Т. Шевченка на сцені Харківського театру ім. Т. Г. Шевченка // Науковий вісник Київського театрального університету ім. І. К. Карпенка-Карого. Київ, 2014. Вип. 14. С. 81-90.
- Партола Я. Пліч-о-пліч: Україно-польський грудень у Харкові // Український театр. 2015. № 1-2-3. С. 32-35.
- Партола Я. В. Проблеми викладання театральної критики в перші роки діяльності Харківського театрального інституту // Проблеми взаємодії мистецтва, педагогіки та теорії і практики освіти. Театр: історія, теорія, практика: зб. наук. ст. Вип. 51 / Харків. нац. ун-т мистецтв ім. І. П. Котляревського ; упоряд. Я. В. Партола, ред. Л. В. Русакова, Я. О. Сердюк. Харків: ХНУМ, 2018. С. 41-69.
- Партола Я. В. Камерне звучання творів Володимира Винниченка у виставах малої сцени Харківського театру ім. Т. Г. Шевченка // Записки Наукового товариства імені Шевченка. Праці Театрознавчої комісії. Т. CCLXXIII (Львів, 2020). С. 316—322.
- Юрій Шевельов про львівські вистави 1943 р. за драмами Лесі Українки // «Шляхи рівняйте духові Його». Леся Українка: погляд зі Сходу: матеріали Науково-практичного форуму «Леся Українка й театр» (21-24 вересня 2021 р., Харків) / уклад., редаг. Партола Я. В., Тимченко А. О. Харків, 2021. 100 с. С.19-22.